# Pierre Trahard
Pierre Trahard (* 2. Februar 1887 in Orléans; † 30. Oktober 1986 in Dijon) war ein französischer Autor, Dichter, Romanist und Literaturwissenschaftler.

## Leben und Werk
Trahard habilitierte sich 1924 mit den beiden Thèses La jeunesse de Prosper Mérimée (1803-1834). Essai sur sa formation intellectuelle et sur ses premiers ouvrages (2 Bde., Paris 1925) und Une revue oubliée. La Revue poétique du XIXe siècle, 1835 (Paris 1925, Genf 1978) und wurde Professor für französische Literaturgeschichte an der Universität Dijon.

## Weitere Werke
- Prosper Mérimée et l'art de la nouvelle, Paris 1923, 1941, 1952
- Le romantisme défini par "Le Globe, Paris 1924
- Prosper Mérimée de 1834 à 1853, Paris 1928
- (mit Pierre Josserand) Bibliographie des oeuvres de Prosper Mérimée, Paris 1929, New York 1971
- La vieillesse de Prosper Mérimée (1854-1870), Paris 1930
- Les maîtres de la sensibilité française au XVIIIe siècle (1715-1789), 4 Bde., Paris 1931-1933, Genf 1967 (I. Marivaux. L'abbé Prévost. Le Théâtre de Voltaire; II. Nivelle de La Chaussée. Vauvenargues. Diderot. Duclos; III. Jean-Jacques Rousseau; IV. Choderlos de Laclos. Bernardin de Saint-Pierre. Rétif de La Bretonne)
- La sensibilité révolutionnaire 1789-1794, Paris 1936, Genf 1967
- Le Mystère poétique, Paris 1940, 1970
- L'art de Colette, Paris 1941, Genf 1971
- En Côte d'Or au hasard de la promenade. Texte de Pierre Trahard. 24 peintures de Pierrette Servadei. Lettre-préface de Paul Valéry. Introduction de Jacqueline Bouchot-Saupigne, Dijon 1945
- La vie intérieure, Paris 1947
- Entretiens sur l'esprit français, Paris 1952
- L'art de Marcel Proust, Paris 1953
- « La porte étroite » d'André Gide. Etude et analyse, Paris 1968
- Essai critique sur Baudelaire poète, Paris 1973
- Henri-Frédéric Amiel juge de l'esprit français, Paris 1978

### Herausgabe
- (mit Edouard Champion) Oeuvres complètes de Prosper Mérimée, 12 Bde., Paris 1927-1933
- Prosper Mérimée, Lettres à la duchesse de Castiglione-Colonna, Paris 1938
- (mit Georges Connes) Prosper Mérimée, Lettres à Fanny Lagden. Texte anglais et traduction publiés d'après le manuscrit original appartenant à Édouard Champion, Paris 1938, 1941, 1960
- Prosper Mérimée, Nouvelles choisies et extraits, Paris 1939
- Bernardin de Saint-Pierre, Paul et Virginie, Paris 1958, 1964, 1970, 1976; (mit É. Guitton) 1989
- Dieu était avec eux: "Gott mit uns". Récits de guerre 1914-1918 et 1940-1945, Paris 1977

### Romane
- Celestin Percheron. Roman, Paris 1938
- Berli-Berlot. Roman, Paris 1941
- L’Eveil. Roman, Paris 1942
- Tartagaz, soldat. Roman, Paris 1943
- Crève-la-mort. Roman, Paris 1944
- Césarion. Satire, Paris 1965 (über De Gaulle)

### Gedichte
- Le Cycle des chimères. Poèmes, Paris 1929
- Les Jours sans ombre. Poèmes, Paris 1933
- Privilèges. Poèmes, Paris 1939
- Le Poème de Madinina, Paris 1946
- Chants de nous-mêmes, Paris 1956
- Visages. Poèmes, Paris 1972